# Zniżanie
Zniżanie – faza lotu statku powietrznego charakteryzująca się zmniejszaniem odległości pomiędzy statkiem powietrznym a ziemią w czasie.
Podczas zniżania załoga przygotowuje się do lądowania, zaś personel pokładowy przygotowuje do niego pasażerów. Załoga stosuje procedurę dolotu na lotnisko docelowe z jednoczesną konfiguracją płatowca (np. ustawienia klap do lądowania, włączenie świateł lądowania, omówienie sposobu lądowania i sprawdzenie check-listy).
Prędkość V zniżania mierzy się za pomocą urządzenia aerodynamicznego zwanego wariometrem w prostych konstrukcjach lub za pomocą centrali aerometrycznej, w której wartości ciśnień: dynamicznego i statycznego zamieniane są na wartości napięciowe. Zobrazowanie V zniżania może być wtedy realizowane na wskaźnikach elektronicznych prostych lub zintegrowanych z innymi.